# Vierergruppen
Als die Vierergruppen werden drei jugendliche Widerstandsgruppen gegen den Nationalsozialismus bezeichnet, die im Sommer 1941 gleichzeitig und unabhängig voneinander in Hamburg, München und Wien entstanden.
Sie setzten sich jeweils aus vier Personen, Lehrlingen im Alter von 16 bis 18 Jahren, zusammen. Jede wurde angeführt von einem sich deutlich abhebenden, frühreifen Jungen. Die Gruppen verfügten über kein politisches Programm, hatten keinen parteipolitischen Hintergrund und bewegten sich in einem religiösen Umfeld. Alle zwölf Jungen kamen vorwiegend aus christlich geprägten Familien der Unter- und unteren Mittelschicht. Gemeinsam war allen, dass das Abhören ausländischer Sender und deren Meldungen ihre Aktionen beeinflusste. Alle agitierten mittels Flugblättern und Wandparolen gegen den Krieg, das Regime Hitlers und der NSDAP. Die Jugendlichen kamen alle zu der Schlussfolgerung, dass der seit zwei Jahren herrschende Krieg nicht gewonnen werden könne. Sie erhofften den Einmarsch und Sieg der Alliierten und damit die Befreiung aus der Herrschaft des NS-Regimes.

## Vierergruppe Hamburg
Die Hamburger Gruppe um Helmuth Hübener begann nach anfänglichem Abhören von „Feindsendern“, die gehörten Inhalte zu notieren und als Flugblätter zu vervielfachen. Sie fertigten auch eigene regimekritische Texte und Spottverse. Hübener, seine Freunde Karl-Heinz Schnibbe und Rudolf Wobbe und sein Arbeitskollege Gerhard Düwer verteilten seit August 1941 die auf einer Schreibmaschine  erstellten Flugblätter (60 Blätter in einer Auflage von 3 bis 5 Stück) in Telefonzellen, Briefkästen und Hausgängen.
Im Februar 1942 wurde Hübener denunziert, im darauffolgenden Prozess wurde er zum Tode, seine drei Mitangeklagten zu hohen Haftstrafen (vier bis zehn Jahre) verurteilt.

## Vierergruppe München
Der Münchener Walter Klingenbeck, einem katholischen Umfeld entstammend und christlich motiviert, hörte zusammen mit seinen Freunden Hans Haberl, Daniel von Recklinghausen und dem gelegentlich mitarbeitenden Erwin Eidel „Feindsender“ wie Radio Vatikan und die BBC. Nach einem Appell der BBC, das V-Zeichen (für „Victory“) als Symbol des Sieges der Alliierten zu verbreiten, entschloss sich die Gruppe, dem zu folgen. Klingenbeck und Recklinghausen brachten das V-Symbol auf ca. 40 Gebäuden in München an. Weiter geplant waren Flugblattaktionen per ferngesteuertem Modellflugzeug und der Bau eines Piratensenders; diese Vorhaben konnten aber wegen der Verhaftung Klingenbecks, Haberls und von Recklinghausens im Januar 1942 nicht mehr durchgeführt werden. Klingenbeck hatte sich verplappert und wurde denunziert. Im September 1942 wurden die drei vom Volksgerichtshof Berlin zum Tode verurteilt, Eidel zu acht Jahren Zuchthaus. Haberl und von Recklinghausen wurden am 2. August 1943 zu acht Jahren Zuchthaus begnadigt. Klingenbeck wurde am 5. August 1943 in München-Stadelheim hingerichtet.

## Vierergruppe Wien
Der Wiener Schüler Josef Landgraf hörte wie die anderen Gruppen auch verbotene Sender und begann im Herbst 1941, das Gehörte auf Flugblättern zu verbreiten. Er wurde schon nach drei Wochen denunziert, hatte bis dahin aber schon 70 Flugblätter und ebenso viele Klebezettel produziert. Die Inhalte beschäftigten sich mit den antireligiösen Aktivitäten der NSDAP und einer kritischen Gegenüberstellung der Nazipropaganda mit den Meldungen der BBC. Bei der Herstellung und Verbreitung waren ihm seine Schulkameraden Ludwig Igalffy, Friedrich Fexer und Anton Brunner behilflich. Neben diesen vier Jugendlichen waren noch etwa 10 weitere Personen beteiligt, darunter Egon Schega und Johann Trettler, die aber von der Gestapo nicht ermittelt werden konnten oder bereits im Krieg gefallen waren.
Landgraf und Brunner wurden 1942 vom Volksgerichtshof zum Tode verurteilt, die anderen beiden zu acht und sechs Jahren Gefängnis. Landgraf wurde 1943  zu sieben Jahren Gefängnis begnadigt, Brunner erhielt in der Wiederaufnahme seines Verfahrens fünf Jahre Gefängnis.